# 2009年7月22日の日食
2009年7月22日の日食は、2009年（平成21年）7月22日にインド、中国南部、南西諸島、西太平洋を中心として世界各地で観測された日食（観測地域により皆既日食あるいは部分日食）である。

## 観測
皆既日食帯が通過した地域は、日本のトカラ列島全域、奄美大島北部、喜界島、屋久島、種子島南部、硫黄島や、中国の上海市・杭州市・嘉興市・蘇州市・無錫市・安慶市・寧波市・合肥市・武漢市・重慶市・成都市など人口密集地帯の他、ブータンのほぼ全土、ネパールのビラートナガル周辺、バングラデシュ北部、インドの聖地ワーラーナシーやパトナ・ダージリン・ジャバルプル・ボーパール・インドール・スーラトなど、太平洋の島国マーシャル諸島とキリバスの一部であった。
上記地域はほとんど180度経線の西に位置し、キリバスのニクマロロ島のみが180度経線の東に位置している。ただし、1995年以降ニクマロロ島を含むフェニックス諸島の等時帯がUTC-11からUTC+13に変更されたため、陸地で見えた皆既食が全て7月22日であった。
部分日食が観測された地域は、大半が180度経線の西に位置し、7月22日に観測したが、太平洋に浮かぶ一部の島が180度経線の東で7月21日に観測した。
21世紀に起きる日食の中で皆既日食の継続時間が最も長く、北緯24度12分36秒 東経144度06分24秒の地点において6分38.8秒続くとされた。日本の陸上で最も皆既帯中央に近い鹿児島県トカラ列島の悪石島では6分25秒。
地球上に本影が落ちた様子を気象衛星・ひまわり7号から撮影した画像が公開された。国立天文台の観測班はNICT、JAXA、NHKの協力のもと、硫黄島で観測を行い、超高速インターネット衛星きずなを通じた映像生中継を実施した。
当日は日本の多くの地域で梅雨前線の影響で曇りや雨となり、悪石島では暴風雨、奄美大島では皆既直前で雲が厚くなり、わずかに喜界島で観測することができた。中国で最も多い天文ファンや観光客が訪れた上海では雨で、皆既日食時間に空が暗くなった状況が観察されたものの、観測条件としては厳しいものとなった。また、無錫・蘇州・成都などの多くの地点でも太陽を観測することができなかった。
一方、日本でも硫黄島付近は快晴となり、船舶上での日食観測ツアーに参加した人々等は極めて好条件で日食が観測できた。ブータンやインドの一部などでは晴天になり、食の間に見られるプロミネンスの観測も可能であった。重慶市、武漢市、杭州市やバングラデシュ・インドの多くの地点などでは薄い雲を通してではあるが充分に皆既日食が観測でき、皆既日食前後に起きるダイヤモンドリングの観測も可能であった。
また、日本国内各地でも場所によっては雲の合間から部分日食が確認された。

## 日食に関連した出来事
ヒンドゥー教においては、日食は悪魔の仕業によるものとされ、聖なる川で体を清める必要があったため、インドのガンジス川川沿いのバラナシの沐浴場には信者が押し掛け、1人が死亡、13人が負傷した。中華人民共和国では、当日の予報が雨であるため、人工消雨ロケットの発射が検討された。
日本で最も皆既帯中央に近く観測条件が良いとされた悪石島などトカラ列島の島々には民宿で収容できる人数を超えた観光客の殺到が予想されたため、十島村は旅行会社にツアー開催を委託し、水の準備や医療スタッフの手配、インフラの整備を行う一方で、同島を含む十島村全域にはツアー以外での来島を自粛する様に呼びかけた。それでも、法的に上陸を禁止する根拠がないとして強引に上陸するものが現れ、退去を要請する村側とのトラブルも生じた。

## ギャラリー
掲載していない画像については、#外部リンクの右側にあるウィキメディア・コモンズへのリンクを参照。

### 皆既日食

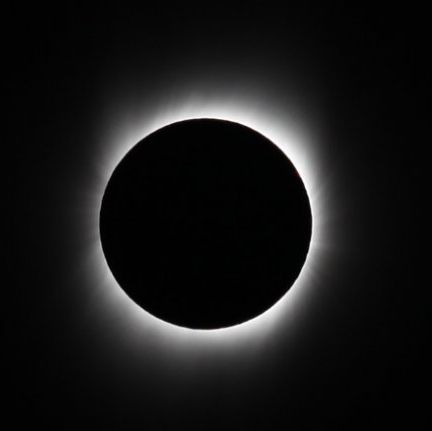
バングラデシュ・ラジシャヒ管区
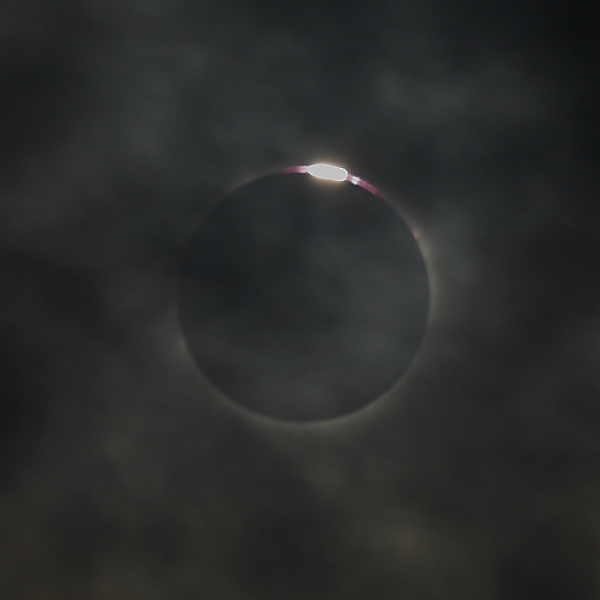
ダイヤモンドリング（バングラデシュ・ラジシャヒ管区）

### 部分日食

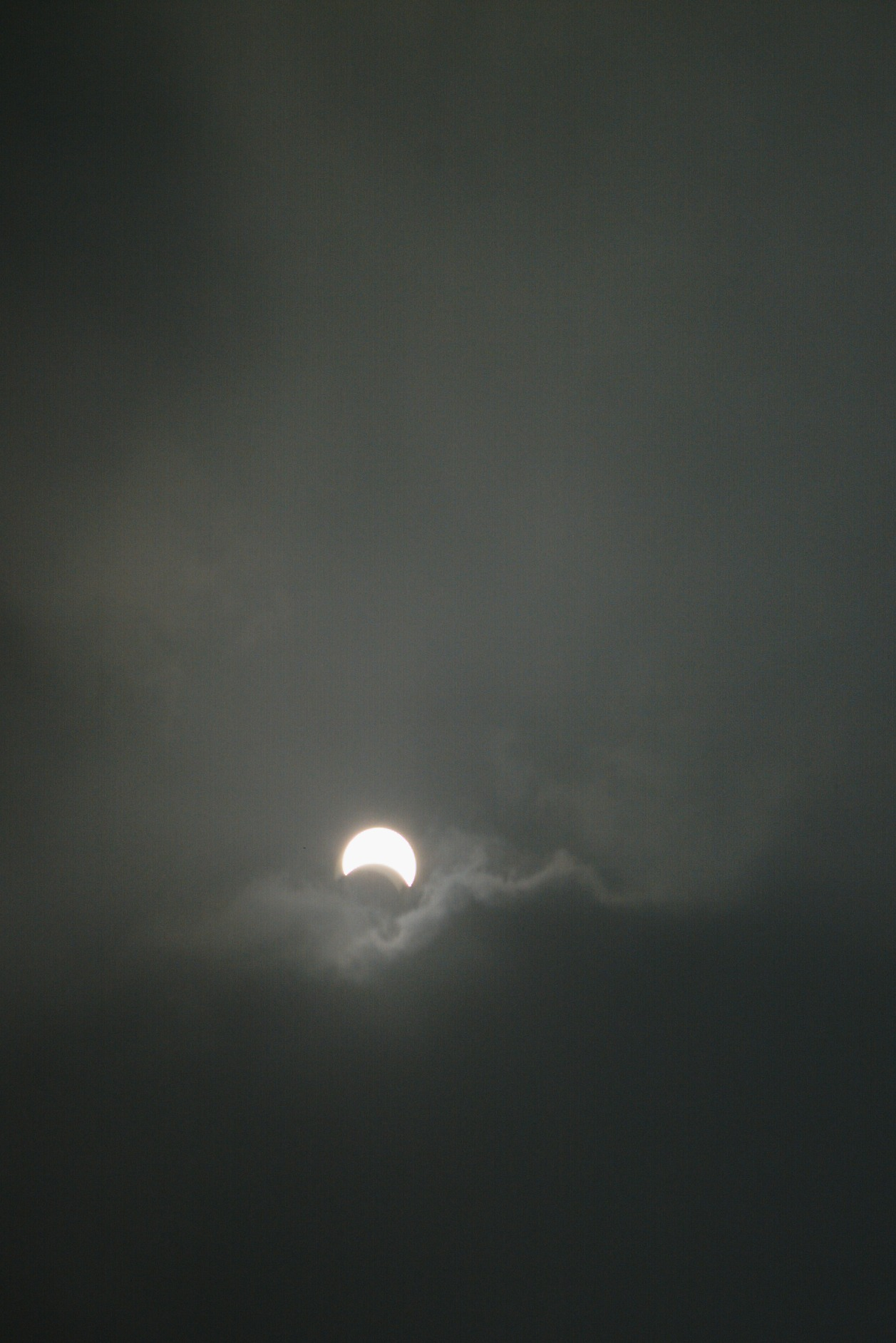
中華人民共和国・北京市
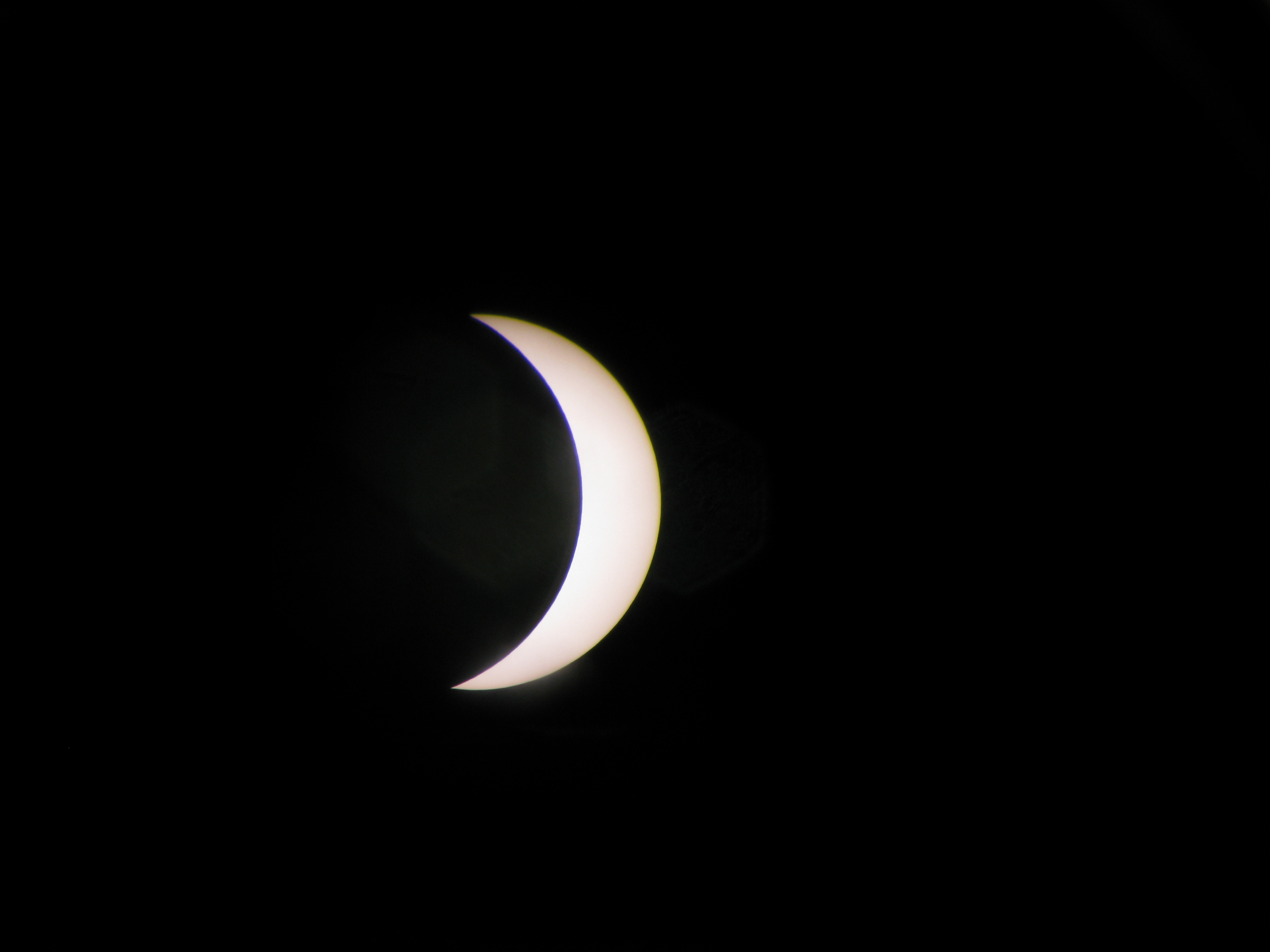
大韓民国・仁川広域市
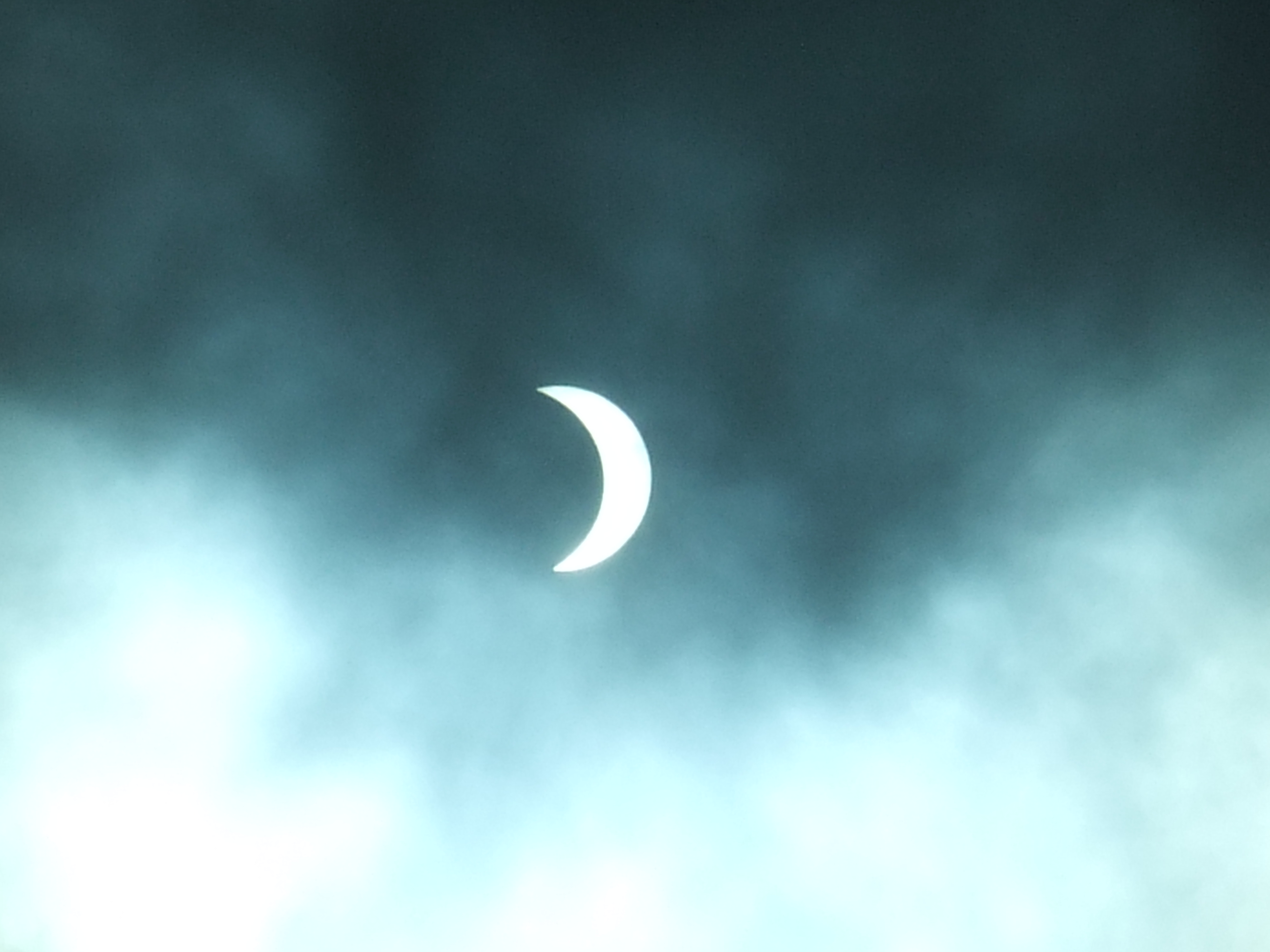
香港・北区
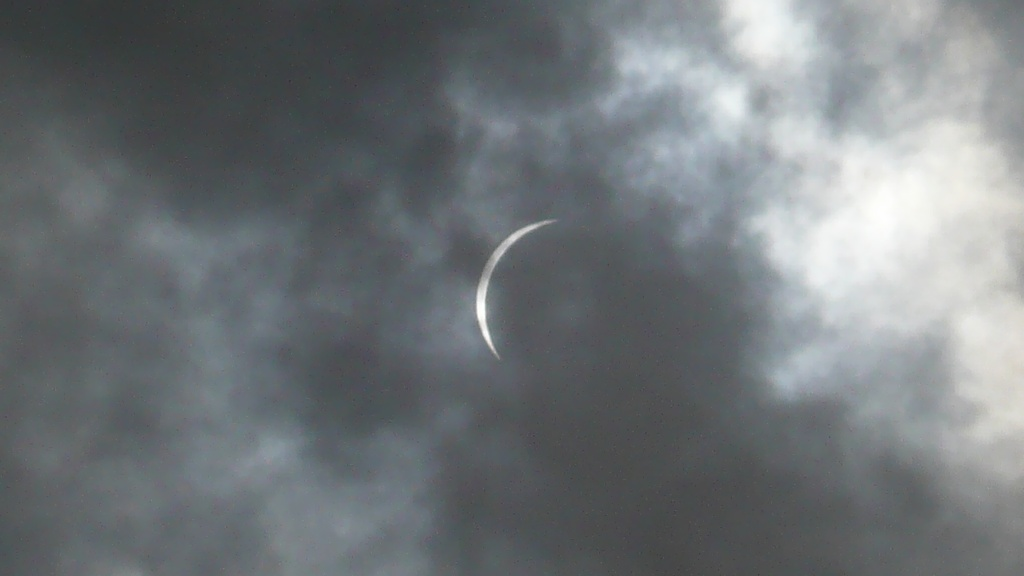
日本・宮崎市
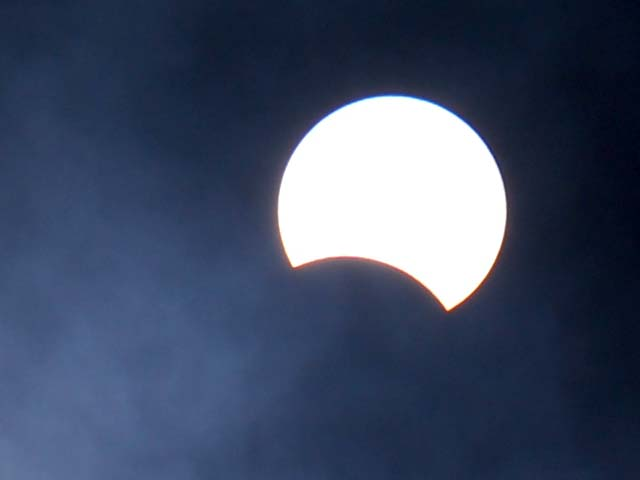
フィリピン・ケソン